# 조 트로먼
조 트로먼(Joe Trohman, 1984년 9월 1일 - )은 미국의 음악가로, 폴 아웃 보이의 일원이다.